# Пшонкино
Пшонкино — деревня в Островском районе Псковской области. Входит в состав Воронцовской волости.
Расположена в 41 км к юго-востоку от города Остров и в 11 км к югу от волостного центра, села Воронцово.
Постоянное население по состоянию на 2000 год в деревне отсутствовало.